# Larmes d'amour
Pour l’article homonyme, voir Larmes d'amour (film, 1954).
Pour plus de détails, voir Fiche technique et Distribution.
Larmes d'amour (titre original : Torna!) est un film dramatique italien réalisé par Raffaello Matarazzo, sorti en 1953.

## Synopsis
La belle Susanna est courtisée par deux cousins, Giacomo et Roberto, qui se disputent également un héritage. Elle choisit finalement le second et elle l'épouse aussitôt. Jaloux, Giacomo décide de détruire le couple en faisant croire à Roberto qu'elle lui est infidèle et qu'il n'est pas en réalité le père de sa fille.

## Fiche technique
- Titre original : Torna!
- Titre français : Larmes d'amour
- Réalisation : Raffaello Matarazzo
- Scénario : Aldo De Benedetti
- Montage : Mario Serandrei
- Musique : Michele Cozzoli
- Photographie : Tino Santoni
- Producteur : Giuseppe Borgogni
- Société de production : Labor Film et Titanus
- Société de distribution : Titanus
- Pays d'origine : Italie
- Format : Noir et blanc
- Genre : Film dramatique
- Durée : 98 minutes
- Dates de sortie : 
  -  Italie : 1953

## Distribution
- Amedeo Nazzari : Roberto Varesi
- Yvonne Sanson : Susanna
- Franco Fabrizi : Giacomo Marini
- Enrica Dyrell : Viviana
- Giovanna Scotto : Antonia
- Liliana Gerace : Luisa
- Maria Grazia Sandri : Lidia
- Teresa Franchini : Mère supérieure
- Olinto Cristina : le juge
- Rita Livesi : la gouvernante
- Giulio Tomasini : Vittorio
- Giorgio Capecchi : l'avocat Antonio Mezzara
- Nino Marchesini : le notaire